# Shabana Azmi
Shabana Azmi (* 18. září 1950 Dillí) je indická herečka.

## Život
Je dcerou básníka Kaifi Azmi a herečky Shaukat Azmi. Patří k nejznámějším indickým herečkám na západě. Doposud získala 14 filmových ocenění. Jejím manželem je scenárista Javed Akhtar.

## Filmografie (výběr)
- 1974 - "Ankur", režie Shyam Benegal
- 1977 - "Shatranj Ke Khilari", režie Satyajit Ray
- 1983 - "Khandar", režie Mrinal Sen
- 1983 - Mandi, režie Shyam Benegal
- 1984 - Paar, režie Gautam Ghose
- 1985 - Kamla, režie Jagmohan Mundhra
- 1986 - Anjuman, režie Muzaffar Ali
- 1988 - La nuit Bengali, režie Nicolas Klotz
- 1989 - Sati, režie Aparna Sen
- 2004 - Morning Raga, režie Mahesh Dattani
- 2007 - Loins of Punjab Presents, režie Manish Acharya

## Ocenění
- Filmfare Awards
  - 1978 : Nejlepší herečka (Swami)
  - 1984 : Nejlepší herečka (Arth)
  - 1985 : Nejlepší herečka (Bhavna)